# تورمالين
التورمالين (Tourmaline) حجر شبه كريم وهو بلورة مشكلة من البورون ومعادن السيليكات وعناصر أخرى مثل البوتاسيوم والألمنيوم والصوديوم والحديد والليثيوم والمغنيسيوم. وهو غير كهربائي عند درجة الحرارة منتظمة، لكن الخصائص الكهربائية تظهر عند ارتفاع أو هبوط في درجة الحرارة. ويحتل التورمالين الدرجة السابعة في سلم القساوة الذي يصنف الأحجار الكريمة وفقا لدرجة قساوتها.
كما ان لهذا الحجر فائدة أخرى تعود إلى الشكل الهندسي لترتيب جزيئاته حيث يستخدم في استقطاب الضوء

## تاريخه
حجر التورمالين سيريلانكي زاهي الألوان جوهرة تم جلبه إلى أوروبا بكميات كبيرة من قبل شركة الهند الشرقية الهولندية لتلبية الطلب على الفضول والأحجار الكريمة. في ذلك الوقت لم ادراك أن schorl والتورمالين كان نفس المعدن (كان فقط حوالي 1703 قد تم اكتشاف أن بعض الأحجار الكريمة الملونة لم تكن الزركون). التورمالين كان يسمى أحيانا «Ceylonese [ سريلانكا ] مغناطيس» لأنه يمكن أن يجتذب ثم يصد الرماد الساخن وذلك بسبب خصائصه كهربي حراري.
واستخدم التورمالين من قبل الكيميائيين في القرن ال19 إلى استقطاب الضوء من خلال تسليط الأشعة على خفض وسطح مصقول من الأحجار الكريمة.

## أنواع التورمالين وأصناف
الأنواع شيوعا التي تواجهها وأصناف
- الأنواع Schorl:
  - أسود اللون البني إلى الأسود Schorl
- الأنواع Dravite: من منطقة Drave من كارينثيا
  - الظلام الأصفر إلى اللون البني الأسود dravite
- الأنواع Elbaite: سميت جزيرة إلبا، إيطاليا
  - الأحمر أو متنوعة ردي الحمراء-ربلت (من rubellus)
  - أزرق فاتح إلى اللون الأخضر المزرق - البرازيل إيان متنوعة indicolite (من نيلي)
  - الأخضر-verdelite أو البرازيلي الزمرد متنوعة
  - عديم اللون-achroite متنوعة (من اليونانية "άχρωμος" معنى «عديم اللون»)

### Schorl
الأنواع الأكثر شيوعا من التورمالين هو  'schorl' ، الحديد الصوديوم (ثنائي التكافؤ) endmember للمجموعة. انها قد تكون مسؤولة عن 95٪ أو أكثر من كل التورمالين في الطبيعة. يظهر التاريخ المبكر لل schorl المعدنية أن اسم "schorl" كان يستخدم قبل إلى 1400 لان قريةً تعرف اليوم باسم Zschorlau (في ساكسونيا، ألمانيا) كانت تدعى "Schorl" (أو قاصر المتغيرات من هذا الاسم). وكان لهذه القرية الصفيح منجم قريب حيث، بالإضافة إلى حجر القصدير، تم العثور على التورمالين الأسود. أول وصف ل schorl مع اسم "schürl" وقوع (مختلف مناجم القصدير في ساكسونيا جبال خام) في كتبه يوهانس Mathesius (1504-1565) في 1562 تحت عنوان «صرفة أودر Bergpostill». <اسم المرجع = «ارتل 2006»> ارتل 2006. </ المرجع> ما يصل إلى نحو 1600، وكانت أسماء إضافية المستخدمة في اللغة الألمانية "Schurel"، "Schörle "، و" Schurl ". في بداية القرن ال18، وكان يستخدم اسم  Schörl  بشكل رئيسي في المنطقة الناطقة باللغة الألمانية. في اللغة الإنجليزية، وأسماء  shorl  و  شيرل 'استخدمت في القرن ال18. في القرن ال19 كانت الكلمات الإنجليزية المستخدمة أسماء  schorl المشتركة ،  schörl ،  schorl  و  التورمالين الحديد  لهذا المعدن. <اسم المرجع = «ارتل 2006» /> والتورمالين كلمة اثنين علم أصول الكلام، وكلاهما من السنهالية كلمة  turamali ، وهذا يعني «حجر جذب الرماد» (إشارة إلى اجتماعه كهربية حرارية للمواد الخصائص) أو وفقا لمصادر أخرى «الأحجار الكريمة مختلطة».